# Rassemblement du peuple français

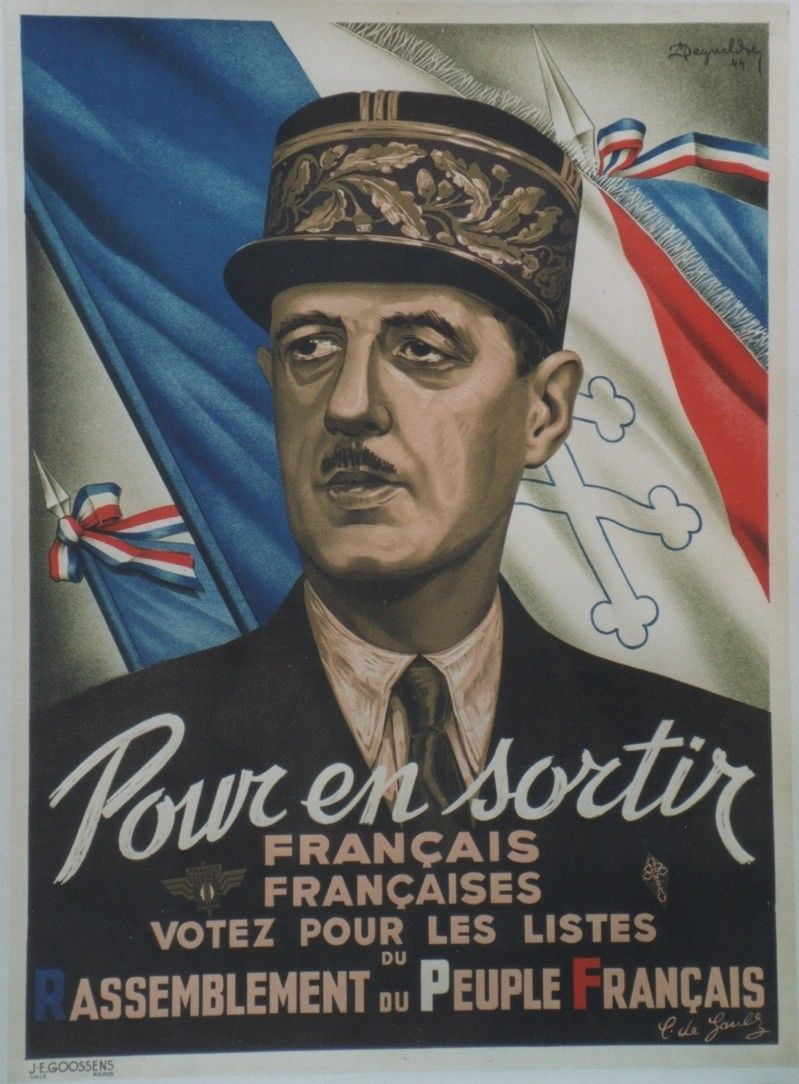
Wahlplakat des RPF (1947): „Um es hinter uns zu lassen: Franzosen, Französinnen, stimmt für die Listen des Rassemblement du peuple français.“

Das Rassemblement du peuple français (RPF; deutsch Sammlungsbewegung des französischen Volkes) war eine politische Partei in der Vierten Französischen Republik, die General Charles de Gaulle 1947 gründete und bis 1955 bestand. Sie sollte alle Anhänger de Gaulles, die Gaullisten, zusammenführen. Da aber schon sehr bald Streitigkeiten innerhalb der Partei entstanden, verlor sie bereits nach kurzer Zeit an Durchsetzungskraft im Parlament. 

## Geschichte

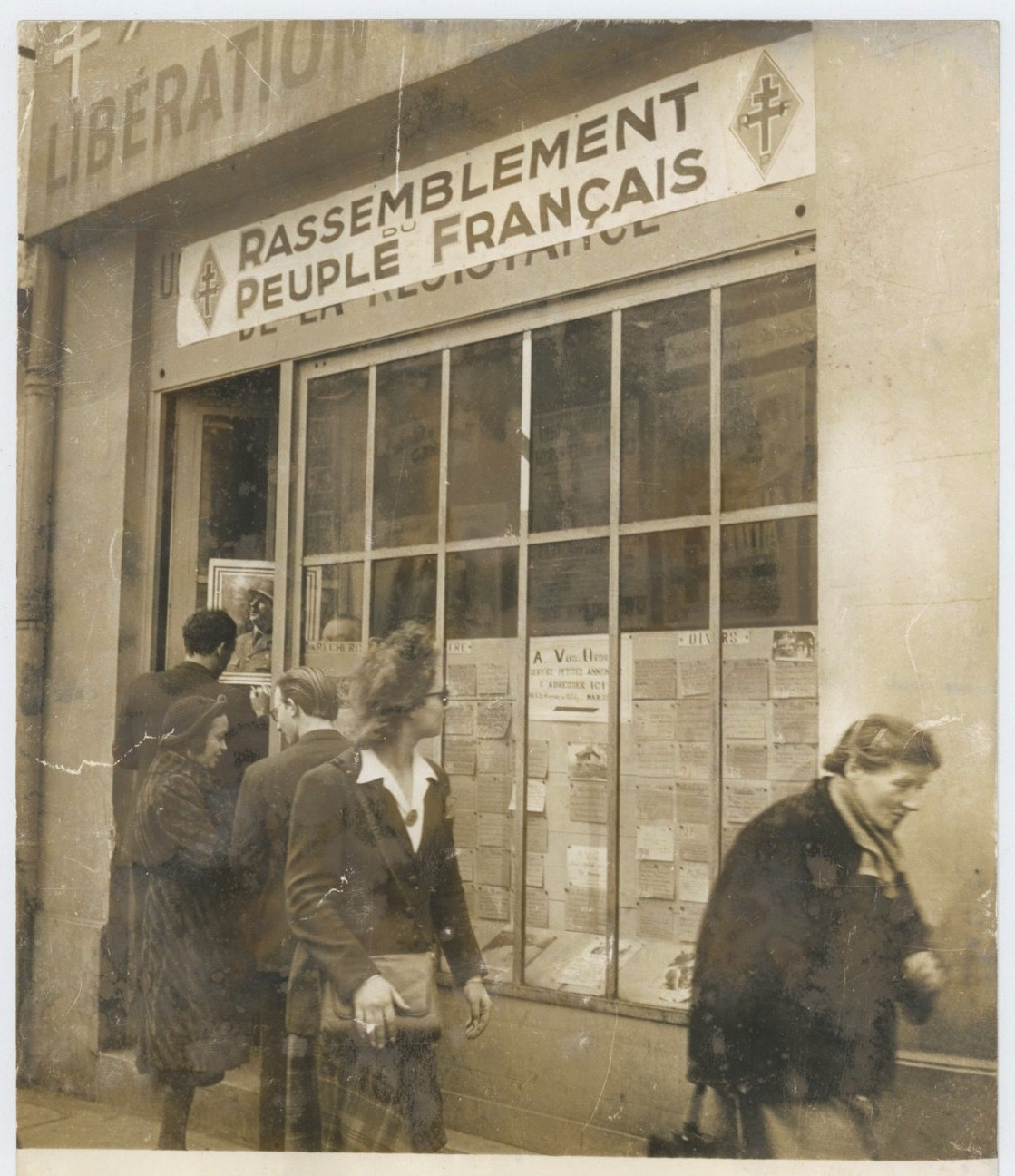
Parteibüro des RPF in Paris

General de Gaulle war während des Zweiten Weltkriegs Anführer der Forces françaises libres und des Französischen Komitees für die Nationale Befreiung, die gegen die deutsche Besetzung kämpften. Nach der Befreiung stand er von September 1944 bis Januar 1946 der Provisorischen Regierung vor. Nach Kriegsende und dem Scheitern eines ersten Verfassungsentwurfs legte de Gaulle in seiner Rede von Bayeux am 16. Juni 1946 seine Vorstellungen für die politische Neuordnung Frankreichs dar. In der Verfassunggebenden Versammlung setzten diese sich aber nicht durch. Die am 27. Oktober 1946 in Kraft getretene Verfassung der Vierten Republik, die ein rein parlamentarisches Regierungssystem vorsah, lehnte de Gaulle daher ab. 
Am 7. April 1947 richtete der General in Straßburg einen Appell an die Franzosen, es sei an der Zeit, eine Bewegung zu bilden, die im Rahmen von Gesetzen eine Rettung und tiefgreifende Reform des Staates anstrebt. Am 18. Juni (dem Jahrestag seiner Londoner Ansprache von 1940) wurde die Gründung der politischen Partei verkündet. Zwischen 1947 und 1953 nahm das RPF an allen großen Wahlen teil und wurde neben der Kommunistische Partei eine der beiden wichtigsten oppositionellen Kräfte der Vierten Republik. Die Regierung wurde unterdessen von der Troisième Force, einer Koalition aus christdemokratischen „Volksrepublikanern“, Sozialisten, Parti radical und kleineren bürgerlichen Parteien, getragen.
Bereits bei der Kommunalwahl im Oktober 1947 hatte die Partei einen ersten Erfolg, sie erhielt rund 35 % der Stimmen und stellte anschließend in vielen großen Städten (u. a. Marseille, Straßburg, Bordeaux, Lille) den Bürgermeister. In Paris, das seinerzeit keinen gewählten Bürgermeister hatte, wurde Pierre de Gaulle (der Bruder des Generals) Präsident des Gemeinderats. Die Forderung des RPF, die Nationalversammlung aufzulösen und die Parlamentswahlen vorzuziehen, blieb jedoch unerfüllt. Die erste Wahl auf nationaler Ebene, an der die gaullistische Partei teilnahm, war daher die Wahl zum Conseil de la République – dem Oberhaus des Parlaments (Vorläufer des Senats) – im November 1948, bei dem das RPF 58 der 320 Sitze errang. 
Kurz vor der Parlamentswahl im Juni 1951 änderten die bisherigen Regierungsparteien das Wahlrecht durch das sogenannte loi des apparentements, mit dem Ziel den Einfluss sowohl der Kommunisten als auch der Gaullisten gering zu halten. Parteilisten konnten sich demnach vor der Wahl verbinden, sodass sie gegenseitig von den Stimmen ihrer verbündeten Parteien profitierten. PCF und RPF hatten keine solchen Verbündeten. Bei der Wahl entfielen auf das RPF über 4 Millionen Stimmen (21,7 %), seine Kandidaten erhielten aber nur 121 der 627 Sitze in der Nationalversammlung – weit weniger als die erhofften 200. Damit waren die Gaullisten zweitstärkste Kraft hinter den Kommunisten, beide großen Parteien wurden aber von der Regierungsbildung ausgeschlossen. Es regierte weiterhin die Troisième Force aus Sozialisten (SFIO), Christdemokraten (MRP), Radikalen (PRS) und kleineren bürgerlichen Parteien. Nach der Ernennung des Liberalkonservativen Antoine Pinay (CNIP) zum Premierminister sprachen 27 RPF-Abgeordnete der neuen Regierung im März 1952 das Vertrauen aus, obwohl de Gaulle dies abgelehnt hatte. Sie wurden aus der Fraktion ausgeschlossen.
Bei den Kommunalwahlen 1953 verlor das RPF im Vergleich zu 1947 rund die Hälfte seiner Wähler und zahlreiche Bürgermeisterämter. Drei Tage später, am 6. Mai 1953 gab de Gaulle enttäuscht seine RPF-Aktivitäten auf und erklärte: „Voici venir la faillite des illusions. Il faut préparer le recours.“ (‚Hier kommt der Zusammenbruch der Illusionen. Wir müssen einen Ausweg vorbereiten.‘). Er zog sich vorerst vollständig aus dem politischen und öffentlichen Leben zurück. Das RPF bestand zunächst jedoch ohne seinen Anführer fort und trat im Juni 1953 sogar einer Mitte-rechts-Regierung unter Joseph Laniel (CNIP) bei. Zur Präsidentschaftswahl im Dezember 1953 nominierte das RPF Paul-Jacques Kalb, der jedoch bereits nach dem ersten Wahlgang ausschied. Im September 1955 löste sich das RPF auf. Die Mehrheit der gaullistischen Abgeordneten bildete anschließend die Fraktion Union des républicains d'action sociale (URAS). Zur Parlamentswahl 1956 traten die verbliebenen Gaullisten unter der Bezeichnung Républicains sociaux (RS) an, erhielten aber nur noch 21 Sitze.
Auf dem Höhepunkt der Algerienkrise übernahm Charles de Gaulle am 1. Juni 1958 wieder die Regierungsführung und gründete die Fünfte Republik. Als neue gaullistische Partei entstand anschließend die Union pour la Nouvelle République (UNR).

## Generalsekretäre
Das RPF war auf Charles de Gaulle als Führungsperson ausgerichtet, hatte aber offiziell keinen Vorsitzenden, sondern wurde organisatorisch von Generalsekretären geleitet.
- 1947–1951: Jacques Soustelle
- 1952–1954: Louis Terrenoire
- 1954–1955: Jacques Foccart